# Castello di Vaux-le-Vicomte
Il castello di Vaux-le-Vicomte (in francese château de Vaux-le-Vicomte) è un castello situato a circa 6 km a est di Melun e a 55 km a sud-est di Parigi, nel dipartimento francese di Senna e Marna, nella regione dell'Île-de-France.
Fu edificato tra il 1656 e il 1661 per volere di Nicolas Fouquet, sovrintendente alle finanze di Luigi XIV: l'architetto fu Louis Le Vau, mentre degli affreschi e delle decorazioni interne si occupò Charles Le Brun con la collaborazione di Pierre Mignard e Pierre Puget, e i giardini furono progettati dal celebre architetto paesaggista André Le Nôtre.

## Storia

### Inizio della costruzione

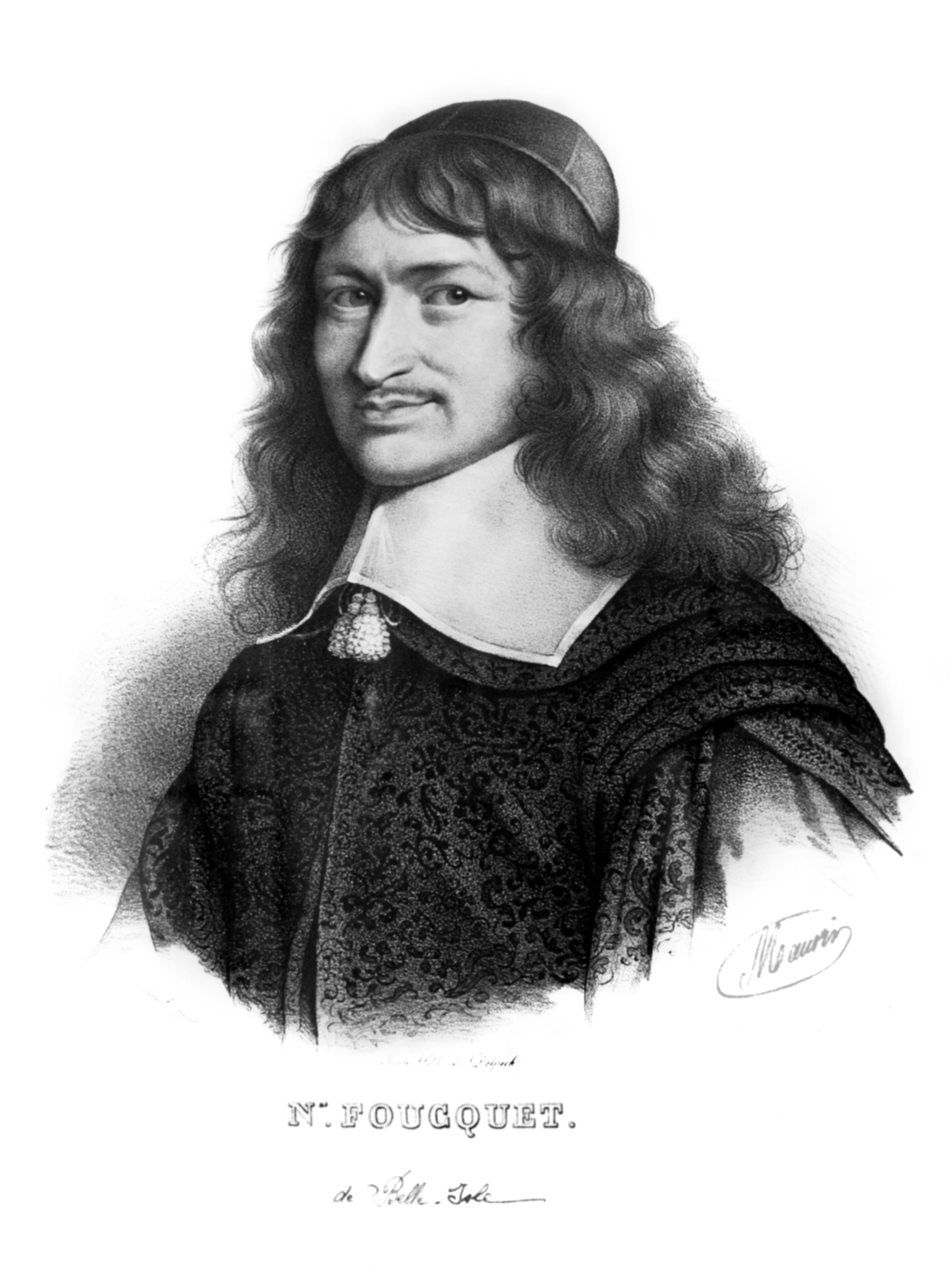
Nicolas Fouquet, ministro delle finanze di Luigi XIV e costruttore di Vaux-le-Vicomte

Nel 1641 il ventiseienne Nicolas Fouquet, allora membro del Parlement, acquistò una tenuta alla confluenza di due piccoli fiumi sulla quale si trovava un modesto castello. La scelta di Fouquet era dettata da ragioni strategiche. Situata a metà strada tra le due residenze reali di Vincennes e Fontainebleau, si prestava meglio di ogni altra a divenire il centro direzionale della sua carriera politica. Secondo le intenzioni del nuovo proprietario, si sarebbe dovuta organizzare in due ambienti tra loro complementari ma distinti: un castello e una fattoria.
Quindici anni dopo Fouquet, divenuto ministro delle finanze di Luigi XIV, avviò la ristrutturazione della sua tenuta e, assicuratosi la collaborazione di tre personalità eccellenti, Le Vau, Le Brun e Le Nôtre, realizzò quello che si sarebbe rivelato il più bel castello con giardino alla francese della sua epoca. La costruzione dell'edificio progredì rapidamente, ma fu necessario demolire le strutture preesistenti e spianare le colline presenti nell'area. Tra il 1653 ed il 1654 vennero condotti i primi lavori per lo scavo dei canali per il trasporto dell'acqua necessaria al funzionamento delle fontane progettate per il grande parco e per l'irrigazione dei parterres.
Nel 1655, la progettazione del parco poteva dirsi conclusa e nel 1656 l'architetto Daniel Gittard poté così iniziare i lavori alla struttura vera e propria del castello. Il progetto originario prevedeva una facciata con mattoni a vista secondo il gusto dell'epoca, ma fu lo stesso Fouquet a volerne mutare il disegno ricoprendola di pietra bianca di Créil. La struttura venne terminata con il tetto nel 1657 e dall'anno successivo il pittore Le Brun poté iniziare le decorazioni degli ambienti interni.

### Inaugurazione del castello e la "corte" di Fouquet
Il 14 luglio 1659, Fouquet ricevette al castello non ancora terminato la visita del Cardinale Mazzarino, di Luigi XIV, di Filippo suo fratello e della regina madre Anna d'Austria. Il re, con la sua giovane sposa Maria Teresa d'Asburgo, vi soggiornarono il 10 luglio 1660. Il 12 luglio 1661 vi si ospitò una festa in onore della regina d'Inghilterra, Enrichetta Maria di Borbone-Francia. Con tutte queste visite di rilievo, il castello conobbe una breve ma intensa stagione di eventi mondani e culturali; tra i frequentatori abituali vi furono il poeta La Fontaine e il commediografo Molière. Un'opera teatrale di quest'ultimo (Les Fâcheux) fu inscenata durante la sontuosa festa di inaugurazione tenutasi il 17 agosto del 1661 alla presenza di Luigi XIV e rallegrata da una lussuosa cena organizzata da Vatel, seguita da un imponente spettacolo pirotecnico.

### Caduta di Fouquet

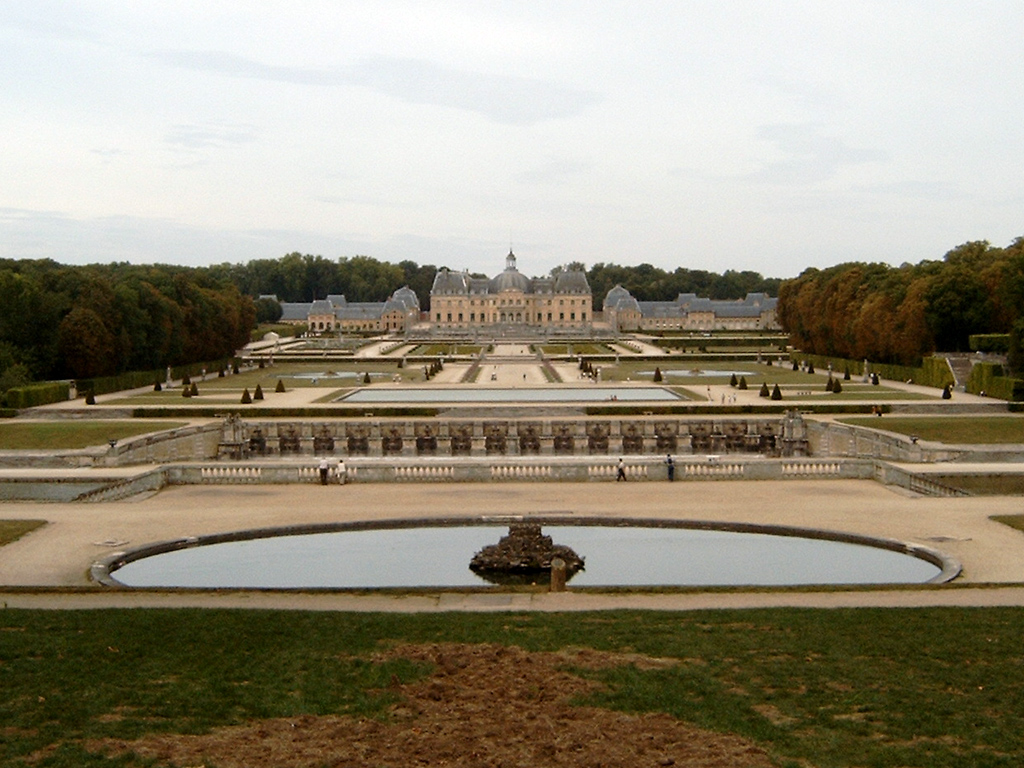
Visione d'insieme del Castello e dei giardini

Nel giro di poche settimane (5 settembre) andò in scena un altro dramma, la caduta in disgrazia di Fouquet. Rimosso dal suo incarico, venne in seguito arrestato e imprigionato, per volontà del sovrano, dal suo successore al ministero delle Finanze, Colbert. La leggenda vuole che le accuse di corruzione che gli erano state mosse per giustificare provvedimenti così duri, fossero causate dall'invidia suscitata dalla magnificenza del castello del suo sottoposto nell'animo di Luigi XIV. In realtà, la sorte del funzionario era stata decisa ben prima dell'inaugurazione della sua residenza. Ciò non toglie che questa versione dei fatti ha giovato alla fama del castello ed è tuttora usata per magnificarne la bellezza. Durante le festività in suo onore al castello, Luigi XIV seppe resistere all'idea di rivelare i propri intenti al proprio peggior nemico, cogliendo nel contempo l'occasione per meditare sull'opera eseguita da Fouquet per la sua residenza, traendone forse spunto per la propria.
Dopo l'arresto di Fouquet, la moglie venne esiliata ed il castello di Vaux-le-Vicomte venne posto sotto sequestro e si procedette alla confisca anche di 120 arazzi, oltre che di tutte le statue e le piante di arancio presenti nell'orangerie. Nello stesso anno, Luigi XIV assegnò l'incarico ai tre artisti di ristrutturare il casino di caccia di Versailles per la realizzazione di quella che sarà un'autentica reggia, simbolo incontrastato del suo potere.

### Dopo i Fouquet
A distanza di dieci anni dal sequestro, l'ormai vedova di Fouquet poté ritornare al castello coi propri figli, ma nel 1705 la famiglia Fouquet vendette Vaux-le-Vicomte al generale francese Claude Louis Hector de Villars, la tenuta venne rinominata Vaux-Villars, e poco dopo Luigi XIV eresse Vaux a ducato come riconoscimento per i meriti del proprietario.
Nel 1875, dopo trent'anni di semi-abbandono, la residenza venne venduta ad Alfred Sommier in asta pubblica. Il castello era ormai vuoto, alcune delle strutture esterne erano crollate per l'incuria ed i famosi giardini erano ormai ridotti a terra incolta. I lavori di ristrutturazione vennero condotti sotto la direzione dell'architetto Hippolyte Destailleur, assistito dall'architetto paesaggista Elie Lainé. Quando Sommier morì nel 1908, il castello ed i suoi giardini avevano ormai ripreso la loro parvenza originaria. Suo figlio, Edme Sommier, completò il lavoro. Attualmente, i suoi discendenti continuano a preservare il castello, che rimane una residenza privata di Patrice e Cristina de Vogüé, conte e contessa di Vogüé, ed è amministrato dai loro tre figli Alexandre, Jean-Charles e Ascanio de Vogüé.
Riconosciuto monumento storico nazionale, attualmente è aperto al pubblico e visitabile.

## Architettura

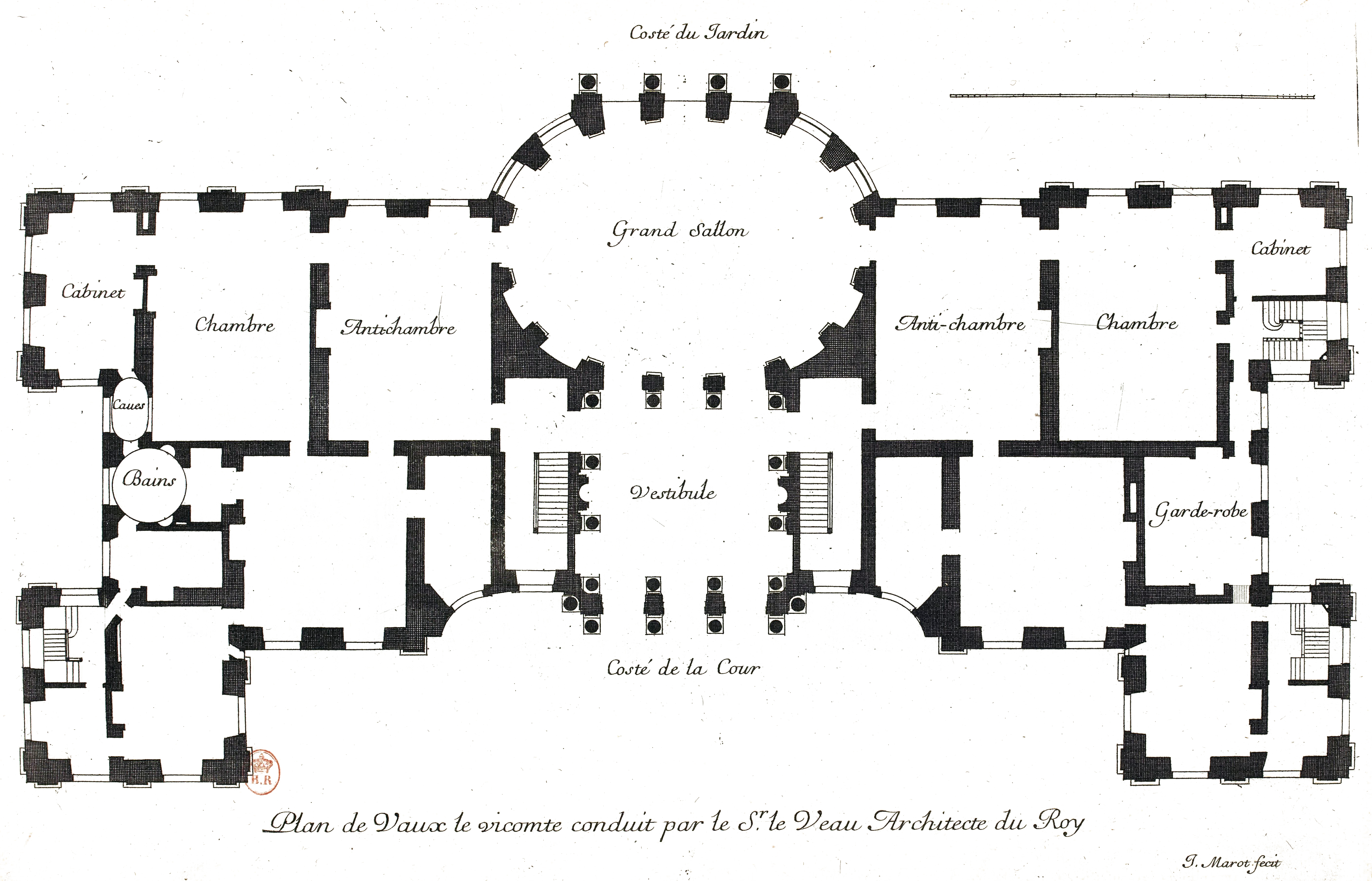
Pianta del piano terra del castello, incisione di Jean Marot.

Il castello è situato a circa 1,5 km dall'asse d'ingresso della proprietà. Esternamente l'architettura del castello appare perfettamente simmetrica, eppure osservando più da vicino la pianta si possono notare alcune piccole differenze tra l'ala est e l'ala ovest della struttura. Le due sale al centro, il vestibolo d'entrata a nord ed il salone ovale a sud dovevano essere in origine una loggia aperta che divideva il castello in due sezioni distinte. Le decorazione interne di queste due sale, infatti, rimandano ancora oggi a raffigurazioni per esterno. Tre set di tre archi, quelli che immettono dal fronte sul davanti, tre tra il vestibolo ed il salone e tre che dal salone portano verso il giardino si trovano allineati e permettono al visitatore di arriva di avere una visione d'insieme dell'asse centrale del giardino ancor prima di entrare nel castello.
Gli archi esterni avevano la possibilità di essere chiusi con dei cancelli di ferro e solo successivamente vennero completati con porte vetrate. Dal momento che la loggia aperta originaria doveva dividere la struttura in due metà, vi sono due scaloni simmetrici su ogni lato al posto di uno scalone unico. Le sale poste nell'ala est sarebbero state utilizzate per accogliere il re, mentre quelle ad ovest erano destinate a Fouquet: questo fatto non deve stupire in quanto nelle case dell'alta aristocrazia del tempo era in uso riservare alcune stanze per il re che frequentemente si recava in visita a questi castelli.
Altro fatto inusuale per il castello è il fatto che le sale principali si trovino tutte quante al piano terreno anziché al primo piano (il tradizionale piano nobile) come era in uso all'epoca, motivazione in parte da ricercare nell'assenza di uno scalone adeguato che permettesse di immettere la corte intera negli ambienti superiori. La presenza di corridoi esterni alle sale principali (in particolare alle camere da letto) garantiva il mantenimento di una certa privacy in un periodo nel quale l'uso dei corridoi nelle residenze era quasi del tutto sconosciuto.

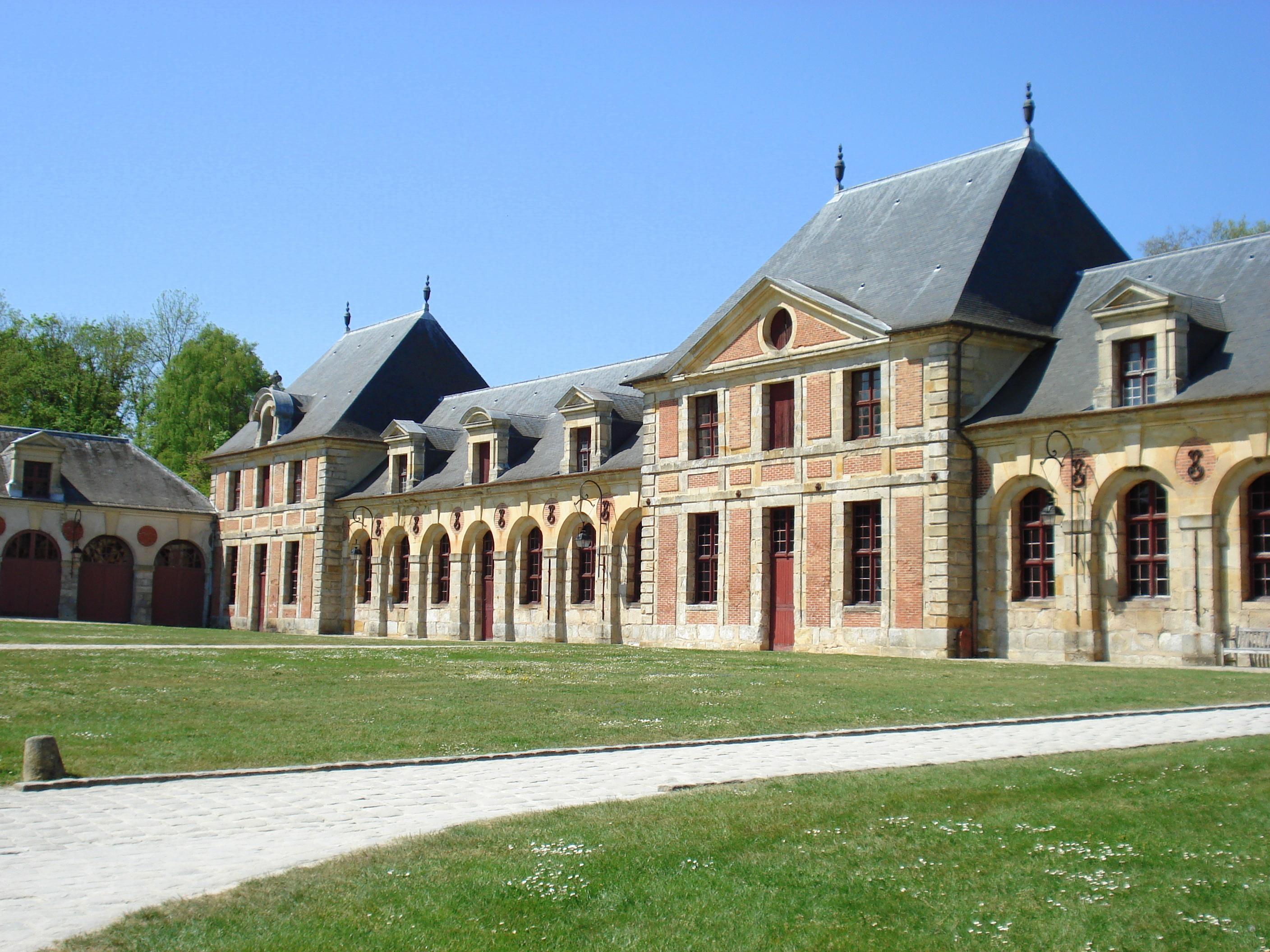
Le strutture di servizio del castello realizzate in pietra e mattoni

Vaux-le-Vicomte venne originariamente pensato per essere costruito in pietra e mattoni, ma fu lo stesso Fouquet in accordo con Le Vau a optare per l'uso della sola pietra, una decisione probabilmente influenzata dall'uso della pietra fatto da François Mansart nel Castello di Maisons-Laffitte. Le strutture di servizio che fiancheggiano la grande avant-cour a nord del palazzo, invece, vennero realizzate come di consueto in pietra e mattoni per differenziarle dalla struttura padronale.

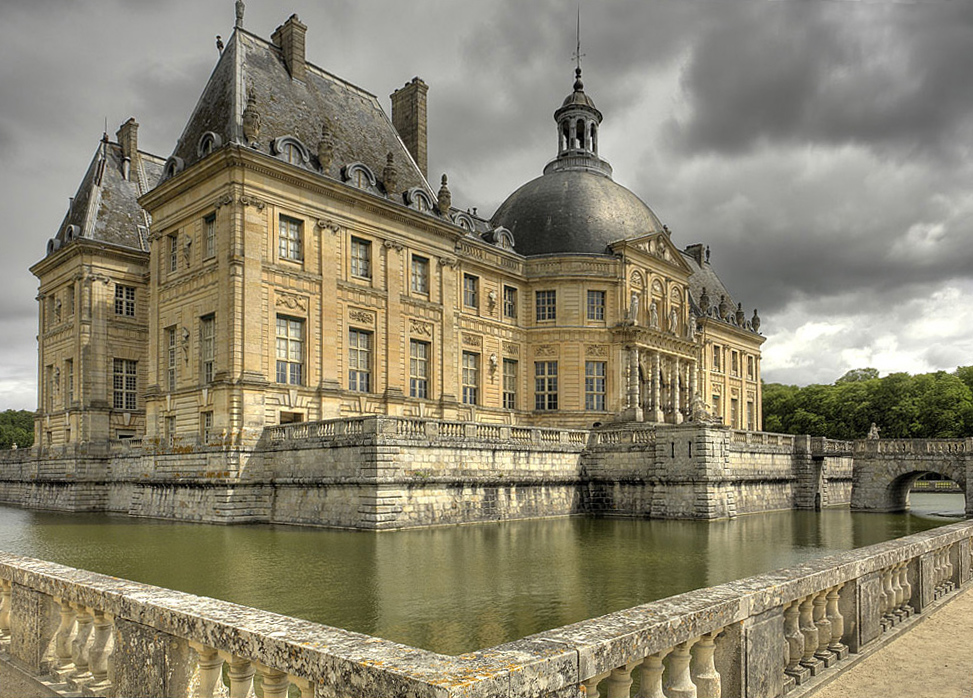
Vista prospettica dei giardini che mostra il fossato ed il giardino

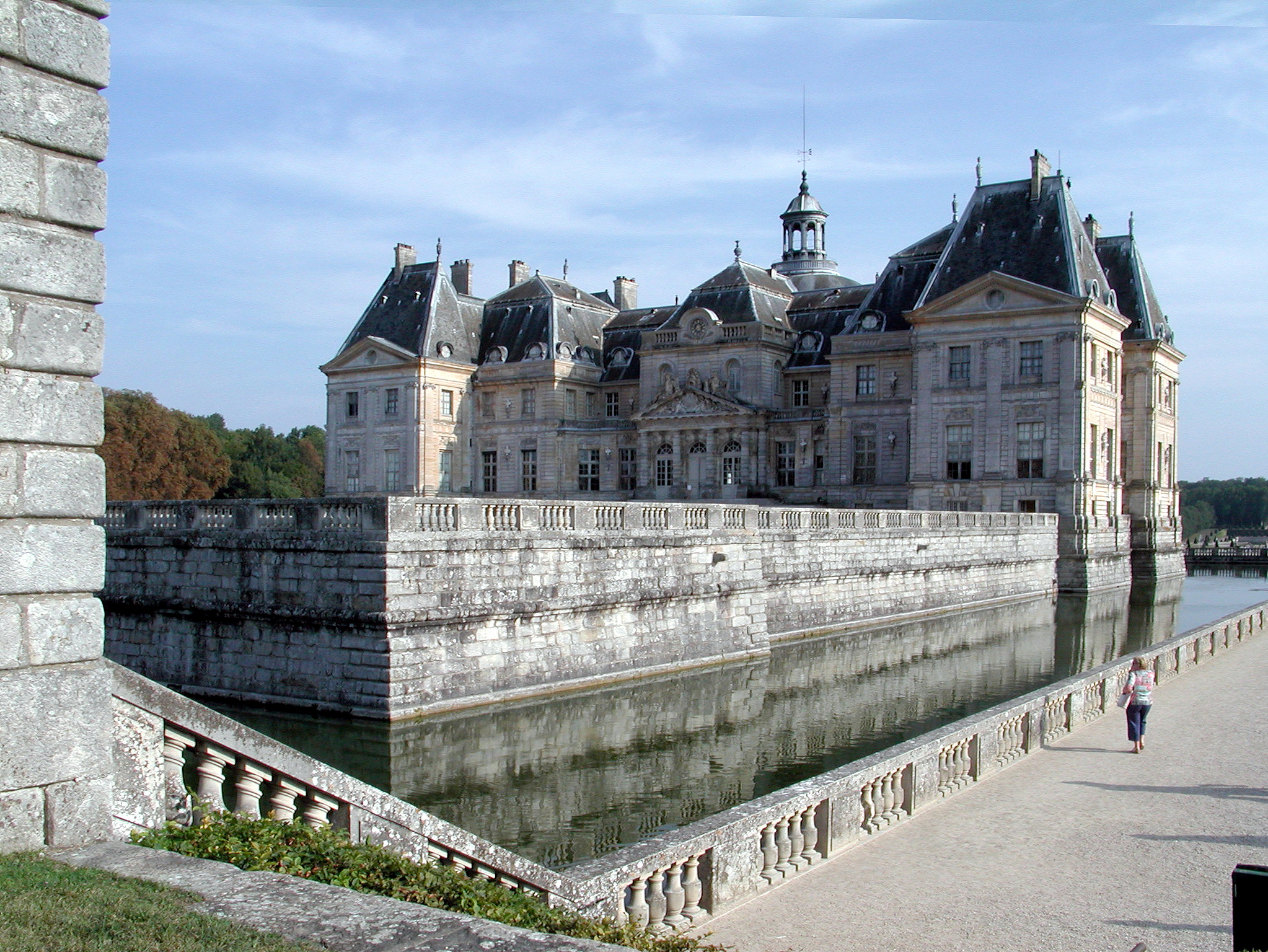
Vista della corte e del fossato che la circonda

Il castello residenziale è eretto sopra una piattaforma circondata da un fossato, raggiungibile unicamente attraverso due ponti, entrambi allineati sull'asse centrale della struttura e posti rispettivamente a nord ed a sud. Il fossato è una pittoresca eredità medievale che però qui è stata rivisitata in chiave paesaggistica e per isolare la struttura residenziale dal resto del giardino e della proprietà. Il fossato di Vaux-le-Vicomte venne probabilmente ispirato dal precedente fossato che qui si trovava e che probabilmente aveva il medesimo tracciato.
Il ponte sul fossato a nord funge da avant-cour per la particolarità di condurre ad un terrazzamento piuttosto ampio davanti alla facciata che sembra rievocare la cour d'honneur delle antiche case aristocratiche, per quanto essa non sia in realtà fiancheggiata da strutture di servizio che in altri progetti fanno naturalmente assumere ai complessi la tipica struttura a "U".

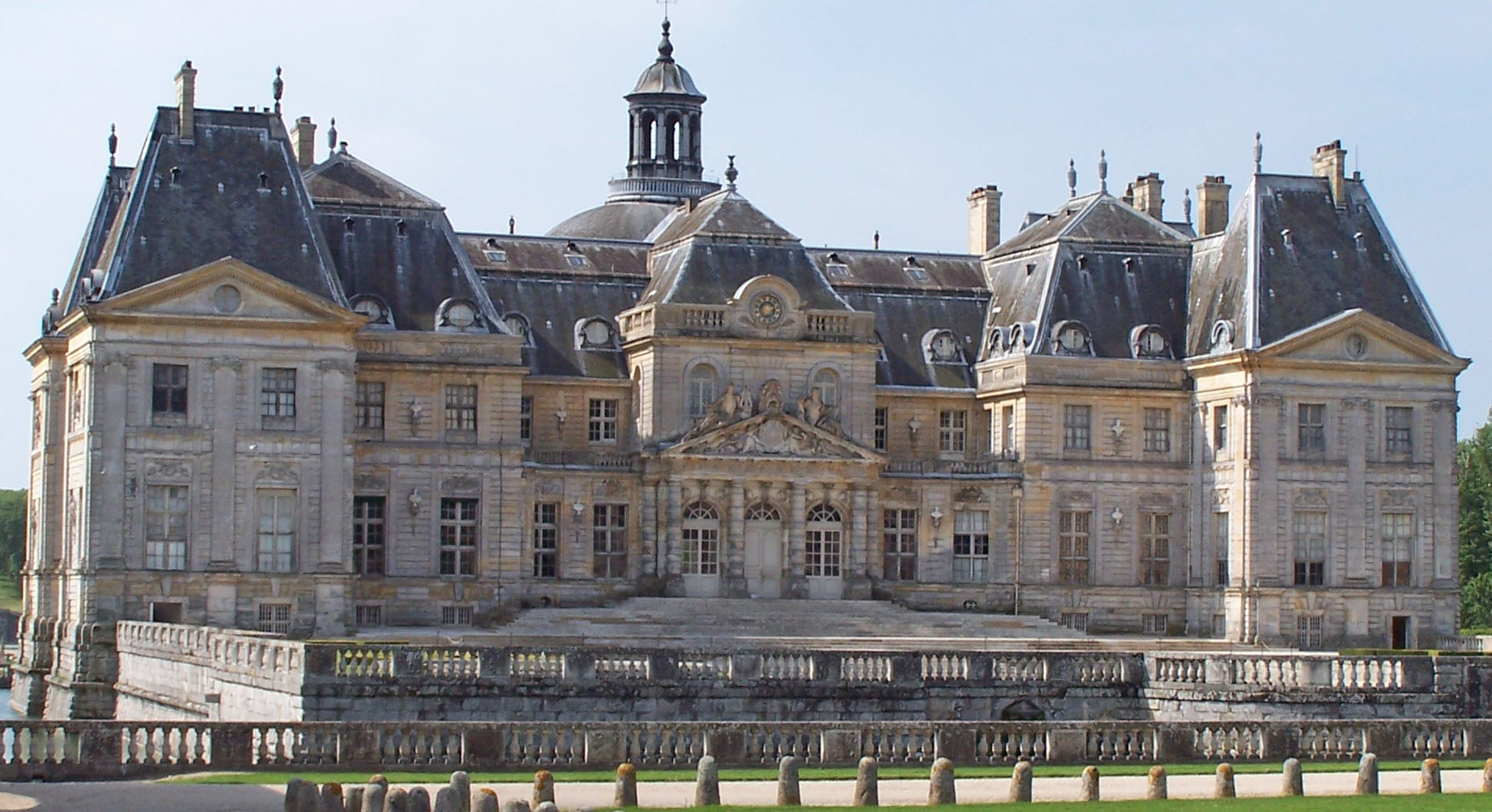
Vista frontale

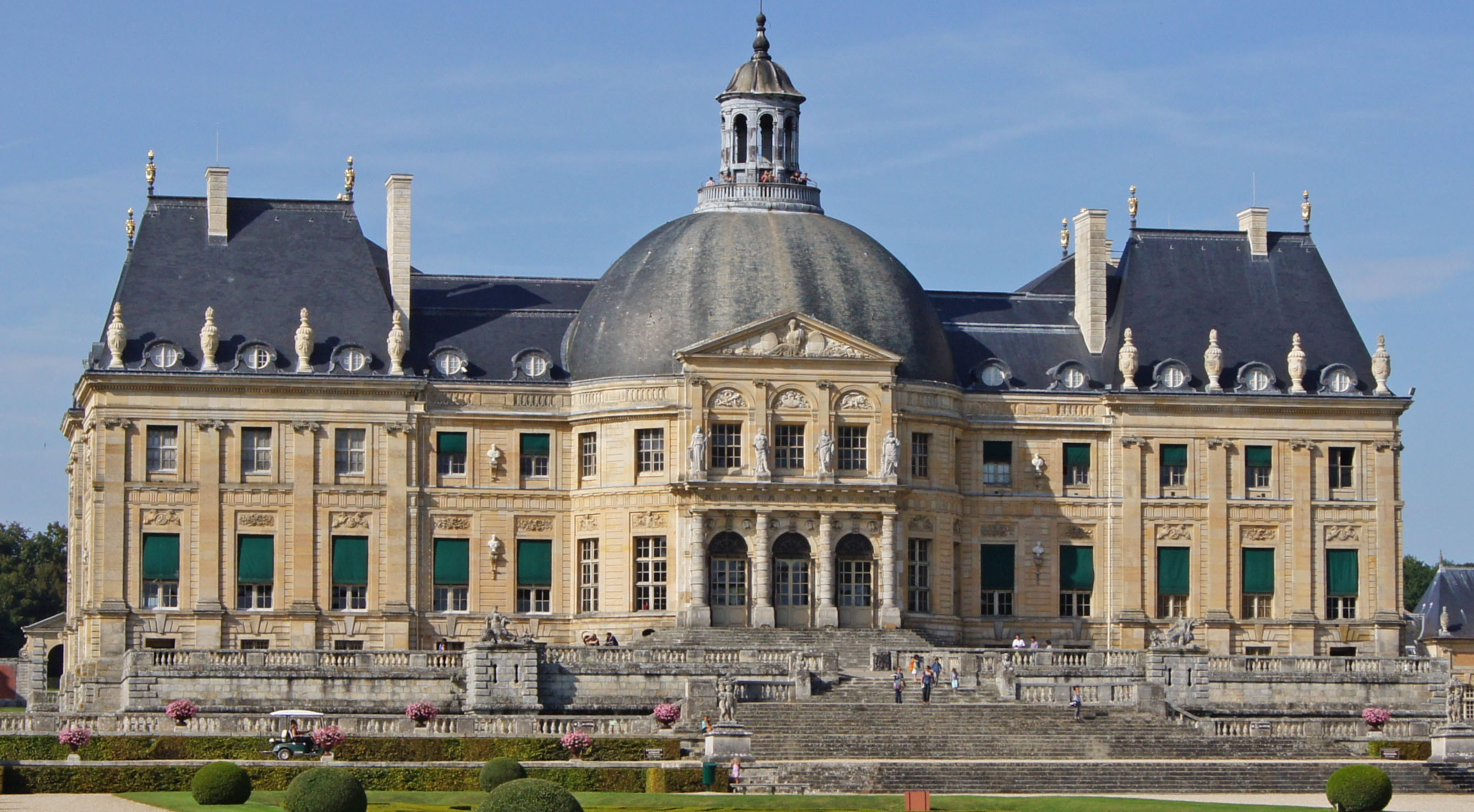
Vista dal giardino

Il fronte d'entrata al castello è di stile tipicamente francese, coi due padiglioni laterali che affiancano l'avancorpo centrale, chiaro riferimento al lavoro svolto da Manstart a Maisons. Le Vau implementò però il ruolo dei padiglioni laterali retrocedendo il corpo centrale e creando un effetto chiaroscurale singolare. Gli elementi che compongono il corpo del castello sono enfatizzati dalla presenza di una serie di tetti piramidali mansardati.

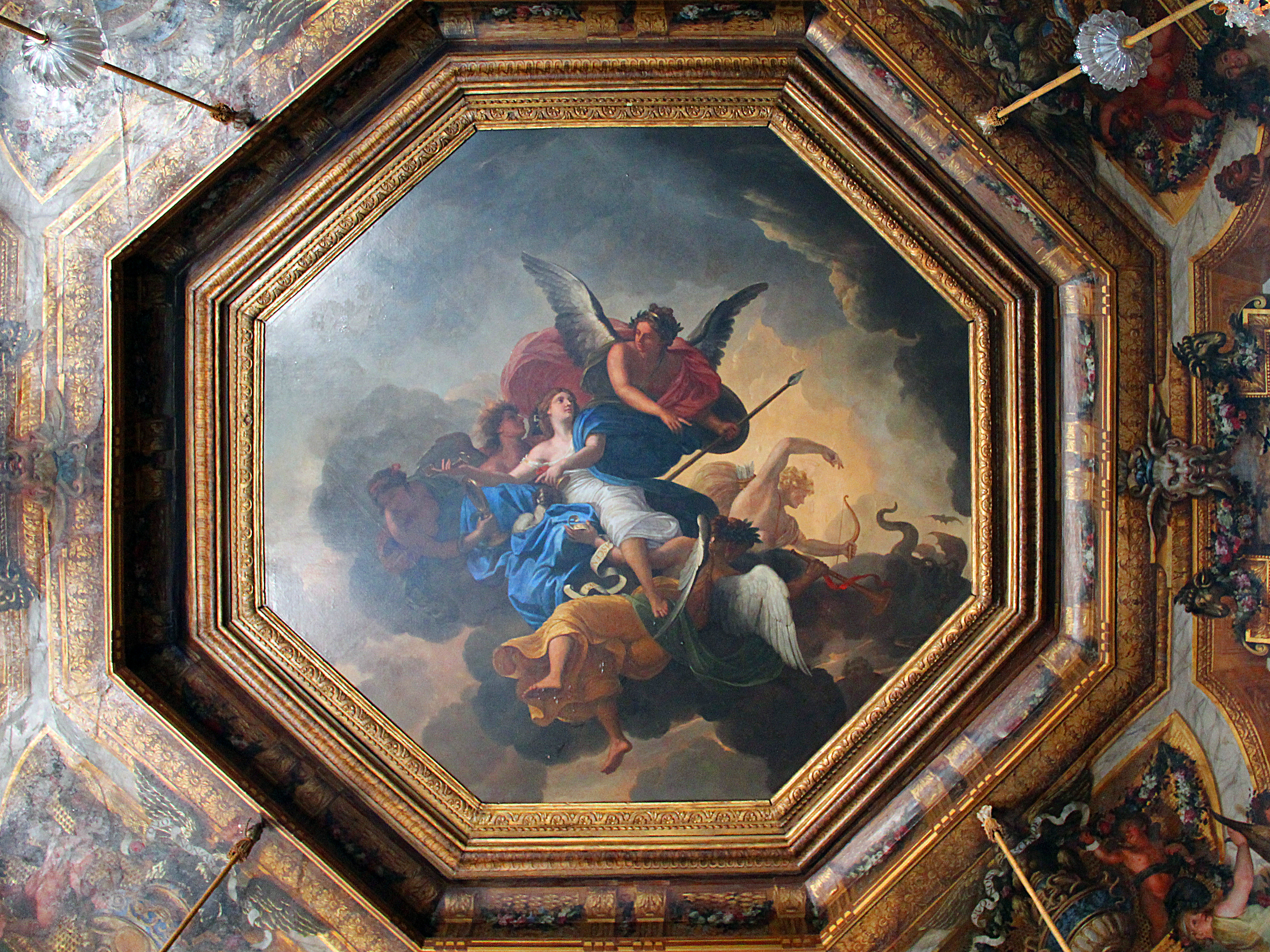
Charles Le Brun, Il Trionfo della Fedeltà, soffitto della Stanza delle Muse

Il fronte verso il giardino è considerato di maggior pregio architettonico. L'enorme corpo del salone centrale si protrude verso l'esterno dell'edificio, definendone chiaramente la struttura che penetra all'interno del cortile retrostante. Dal retro è chiaramente visibile come il salone centrale risulti coperto da una mastodontica cupola terminante con una lanterna e definito sul fronte da un portico identico a quello visibile nell'Hôtel Tambonneau. L'idea di un salone centrale di forma ovale e chiaramente visibile dall'esterno nelle sue forme, venne sicuramente mutuato da Le Vau dall'architettura dell'Italia dell'epoca che, pur non avendo mai visitato personalmente, ebbe modo di studiare approfonditamente. Esempi del genere si possono notare a Palazzo Barberini a Roma, soluzione di cui già si era fatto uso al Castello di Raincy.

## I giardini

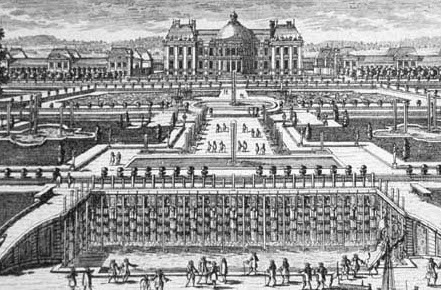
Incisione del XVII secolo dei giardini del castello

Il castello si eleva su una piattaforma soprelevata nel mezzo di boschi che definiscono il confine tra spazi eguali, ciascuno definito in maniera diversa. Questo effetto si nota maggiormente oggi che i boschi sono cresciuti con le loro piante che nel XVII secolo quando il sito era ancora in gran parte terra coltivata e gli alberi piantati erano ancora giovani. I giardini di Le Notre, ad ogni modo, sin dalla loro realizzazione, divennero la struttura dominante dell'intero complesso, con una estensione di 3 chilometri, con una composizione bilanciata di bacini d'acqua e canali in pietra, fontane, sentieri sterrati e parterre che richiamano apertamente quelli progettati poi dallo stesso Le Notre per la Reggia di Versailles.
Il sito era naturalmente ben fornito d'acqua con due piccoli fiumi che si incontravano proprio nel parco, le cui acque incanalate andarono a costituire il Grand Canal. Sfruttando la prospettiva, Le Notre improntò la visibilità del giardino dalla casa, utilizzando il terreno a proprio vantaggio. Egli pose il canale nella parte più bassa del complesso, nascondendolo quindi dal principale punto prospettico del complesso. Dopo il canale, i giardini discendono sino a raggiungere la colonna di Ercole eretta nel parco nel XIX secolo.

### L'anamorphosis absconditadei giardini di Vaux-le-Vicomte

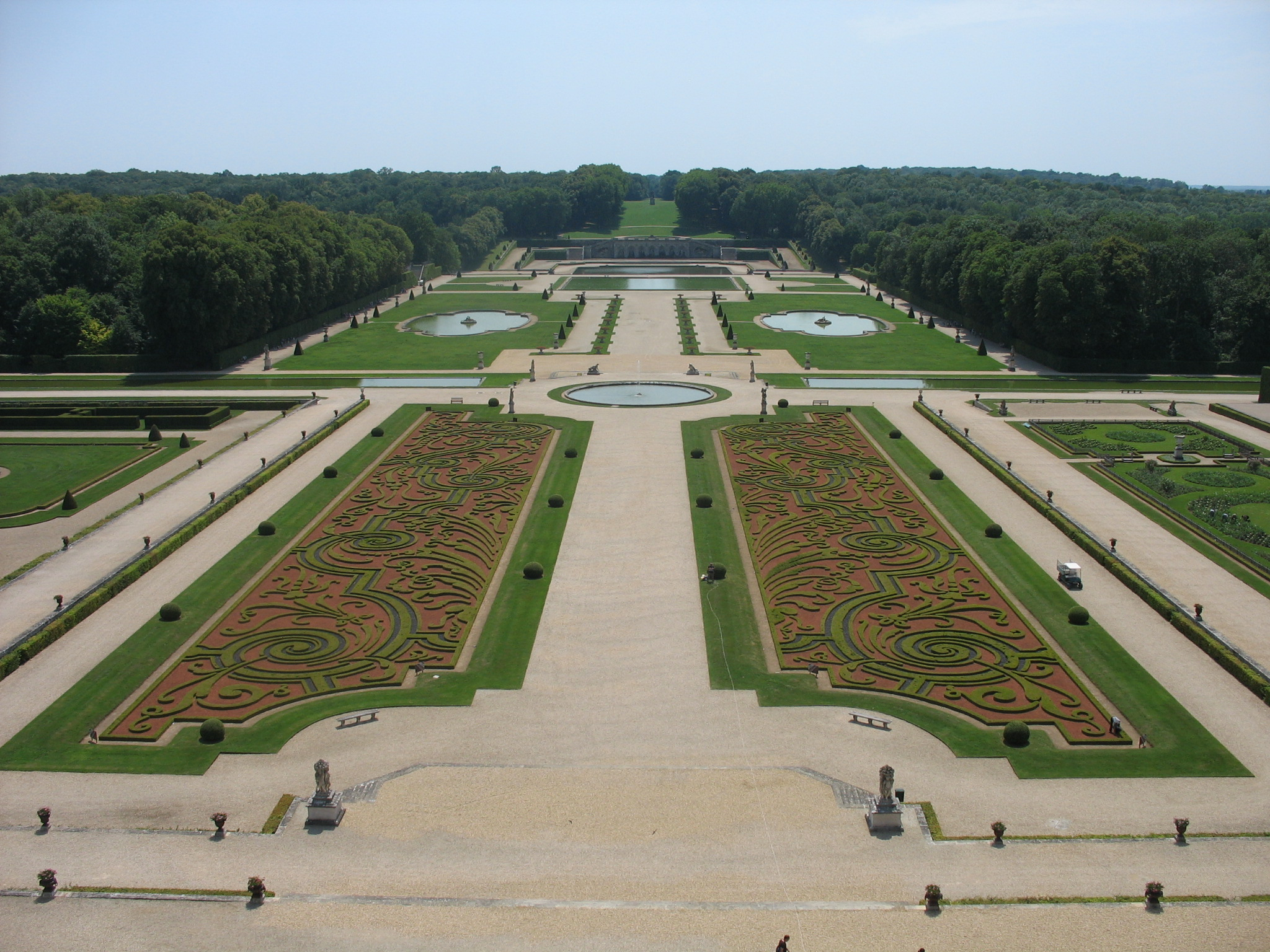
I giardini.

Le Nôtre impiegò nella progettazione dei giardini di Vaux-le-Vicomte un'illusione ottica chiamata anamorphosis abscondita (tradotta come "distorsione nascosta") di modo da stabilire una prospettiva decelerata. Il cambiamento più rilevante sono i riflessi negli specchi d'acqua. Essi si trovano vicini rispetto allo spettatore (sul retro del castello) e poi nel punto più lontano. Questo fatto produce una sorta di particolare prospettiva forzata che induce l'occhio a percepire gli elementi più vicini di quanto in realtà non siano. Il punto preciso da cui si può godere al meglio di questa prospettiva è la cima della scalinata sul retro del castello. L'anamorphosis abscondita non è un effetto che si incontra in natura, fatto che rende lo spettacolo dei giardini incredibilmente inusuale per il visitatore, mentre tale effetto non riesce assolutamente ad avere effetto tramite fotografia ed è quindi visibile e percepibile unicamente a occhio nudo.
Dalla cima della scalinata esterna si ha come l'impressione che l'intero giardino appaia all'osservatore tutto nel suo complesso contemporaneamente, favorito in questo dalla presenza di viali rettilinei, fontane, statue e composizioni floreali dei parterres che sono tra loro perfettamente simmetrici: questi elementi esemplificano il desiderio barocco di modellare la natura a proprio piacimento, utilizzando la natura per imitare la natura. Il punto centrale del giardino è rappresentato da una grande fontana fiancheggiata da grotte con statue e nicchie. Il declivio del grande prato non è visibile sino a quando lo spettatore non decida di esplorare il giardino e quindi ha modo di rendersi conto che in realtà il giardino è molto più grande di quanto appaia.
La fontana centrale, circolare, da lontano appare di forma ovale e, sebbene essa sia in un piano più ribassato rispetto al resto del giardino, in realtà essa appare soprelevata e chiaramente visibile. Secondo Allen Weiss, nel suo Mirrors of Infinity, questo effetto ottico è il risultato dell'uso del decimo teorema di Euclide esposto nel suo Ottica, il quale asserisce che "i punti più distanti di un piano situati sotto l'occhio appaiono più elevati". Al tempo di Fouquet era possibile attraversare il canale in barca, da dove effettivamente si ha invece l'impressione che i giardini siano molto più allungati di quanto in realtà non siano.

## Film girati a Vaux-le-Vicomte
Nel castello e nei giardini di Vaux-le-Vicomte sono state effettuate parte delle riprese di numerosi film.
- D'Artagnan (1969) Miniserie TV
- Fate la rivoluzione senza di noi (Start the Revolution Without Me) (1970)
- Joseph Balsamo (1973) Miniserie TV
- Che la festa cominci... (Que la fête commence...) (1975)
- 005 matti - Da Hong-Kong con furore (Bons baisers de Hong-Kong) (1975)
- L'uomo dalla maschera di ferro (The Man in the Iron Mask) (1977) Film TV
- Una piccola storia d'amore (A Little Romance) (1979)
- Moonraker - Operazione spazio (Moonraker) (1979)
- La pazza storia del mondo (History of the World: Part I) (1981)
- Eloise, la figlia di d'Artagnan (La fille de d'Artagnan) (1994)
- Ridicule (Ridicule) (1996)
- La maschera di ferro (The Man in the Iron Mask) (1998)
- L'intrigo della collana (The Affair of the Necklace) (2001)
- Il mistero di Julie (Julie, chevalier de Maupin ) (2004) Film TV
- Marie Antoinette (Marie Antoinette) (2006)
- Luigi XIV - Il sogno di un Re (Versailles, le rêve d'un roi) (2008) Film TV
- Le roi, l'écureuil et la couleuvre (2010) Miniserie TV
- Le grand méchant loup (2013)
- Versailles (Versailles) (2015–2018) Serie TV
- L'Imperatore di Parigi (L'Empereur de Paris) (2018)